# Renato Sanches
Renato Júnior Luz Sanches (wym. [ʁɨ.ˌna.tu.ˈsɐ̃.ʃɨʃ], ur. 18 sierpnia 1997 w Lizbonie) – portugalski piłkarz pochodzenia kabowerdeńskiego, występujący na pozycji pomocnika, reprezentant Portugalii. Złoty medalista Mistrzostw Europy 2016.

## Kariera klubowa

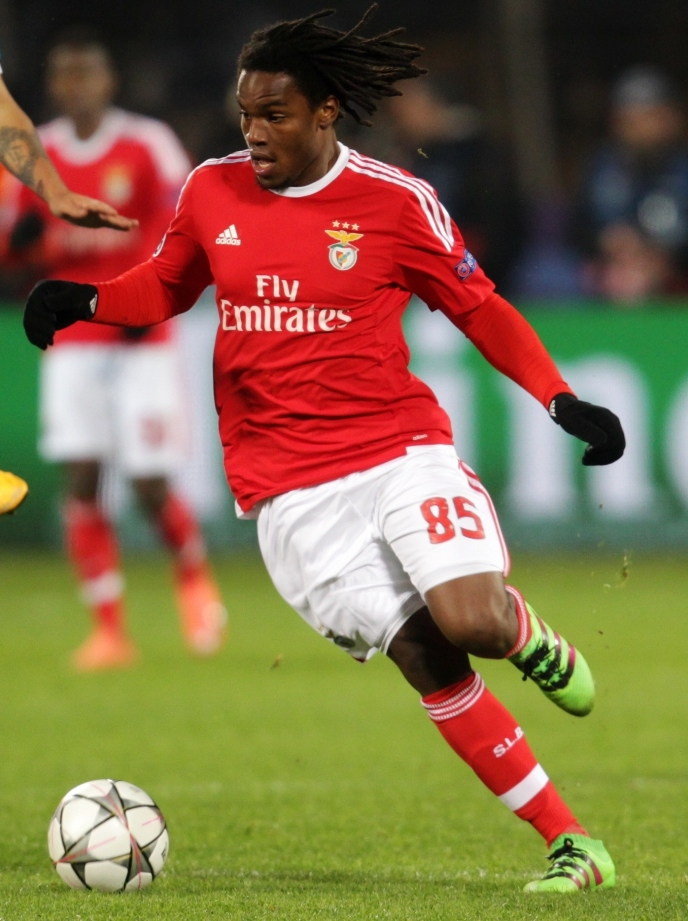
Sanches w barwach Benfiki (2016)

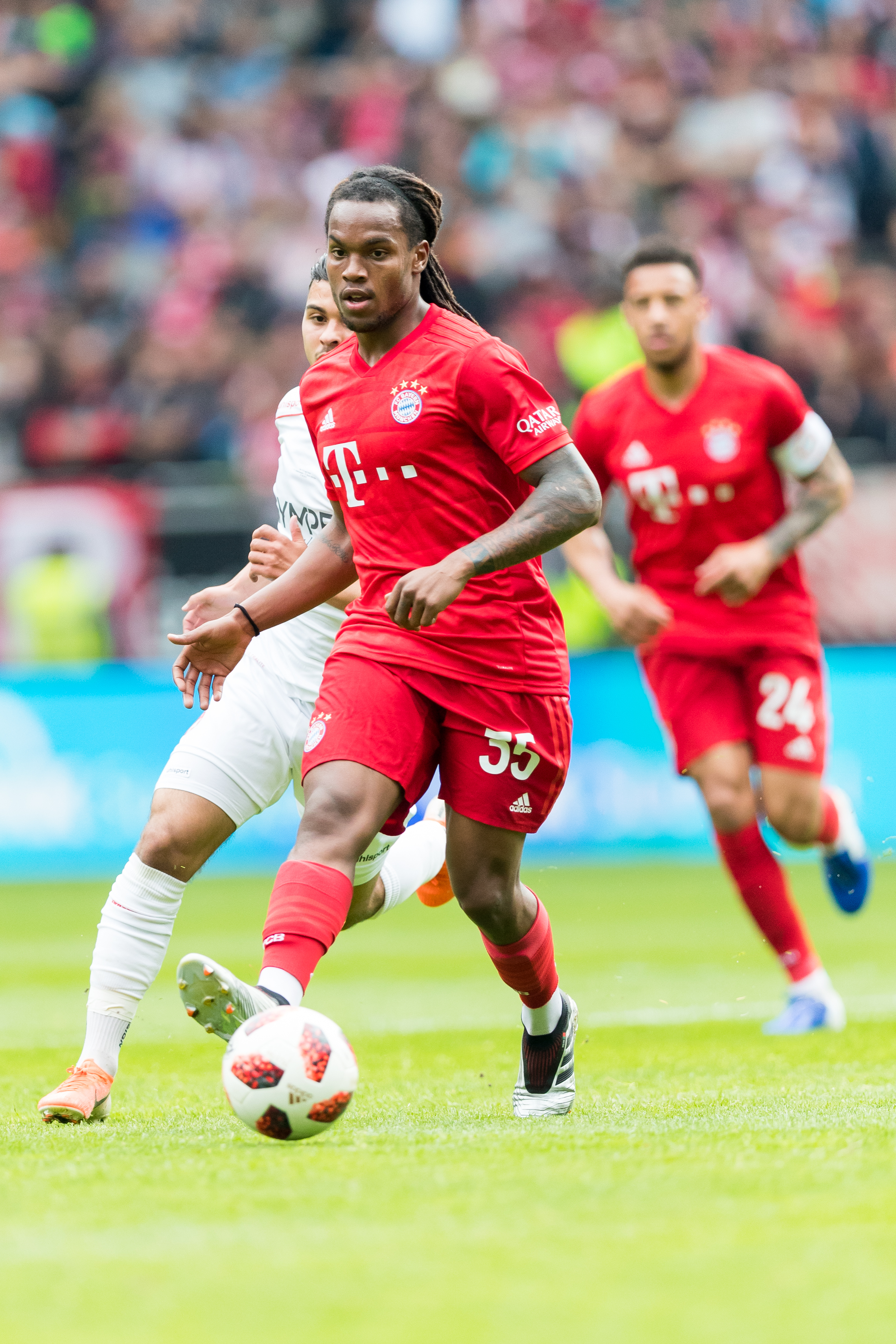
Sanches jako zawodnik Bayernu Monachium (2019)

Sanches rozpoczął treningi piłki nożnej w Águias da Musgueira w wieku 8 lat. W 2006 trafił do SL Benfica. 5 października 2014 zadebiutował w drużynie rezerw tego klubu w zremisowanym 2:2 meczu z CD Feirense. W sierpniu 2015 przedłużył kontrakt z klubem do 2021 roku. W barwach drugiej drużyny strzelił 3 gole ligowe: 30 sierpnia 2015 w przegranym 1:2 spotkaniu z Varzim SC i dwie w przegranym 2:3 meczu z CD Aves 16 września 2015, a także bramkę w wygranym 11:1 meczu Ligi Młodzieżowej z rezerwami Galatasaray SK 21 października 2015. W pierwszym zespole zadebiutował 30 października 2015 w wygranym 4:0 spotkaniu z CD Tondela, a pierwszego gola strzelił 4 grudnia 2015 w wygranym 3:0 meczu z Académiką Coimbra. Debiut w rozgrywkach europejskich zaliczył 25 listopada 2015 w zremisowanym 2:2 meczu z FK Astana. 5 stycznia 2016 w wygranym 1:0 spotkaniu z Vitórią Guimarães zdobył kolejną bramkę w lidze.
W maju 2016 został wybrany „Rewelacją Roku” przez stowarzyszenie portugalskich dziennikarzy sportowych i podpisał pięcioletni kontrakt z Bayernem Monachium. Koszt transferu wyniósł 35 milionów euro, jednakże może wzrosnąć do 80 milionów w przypadku zrealizowania określonych warunków. W nowym klubie zadebiutował 9 września 2016 w wygranym 2:0 meczu z FC Schalke 04. W październiku 2016 otrzymał nagrodę Złotego Chłopca, przyznawanej najlepszemu w ligach europejskich zawodnikowi do lat 21. W sezonie 2016/2017 wystąpił w 25 spotkaniach (17 w Bundeslidze, 2 w Pucharze Niemiec i 6 w Lidze Mistrzów), nie strzelając ani jednego gola. W sierpniu 2017 wygrał z Bayernem Superpuchar Niemiec, po pokonaniu 2:2 (5:4 po rzutach karnych) Borussii Dortmund. W tym samym miesiącu został wypożyczony do Swansea City. Zadebiutował w tym klubie 10 września 2017 w przegranym 0:1 spotkaniu z Newcastle United. W sierpniu 2019 podpisał trzyletni kontrakt z Lille OSC. W sezonie 2020/2021 zdobył z tym klubem mistrzostwo Francji.

## Kariera reprezentacyjna

### Reprezentacje młodzieżowe
Sanches grał w młodzieżowych reprezentacjach Portugalii do lat 15, 16, 17, 19 i 21. Z kadrą U-17 dotarł do półfinału mistrzostw Europy w 2014, na których strzelił 1 gola (w meczu ze Szkocją). Wraz z reprezentacją U-21 wziął udział w mistrzostwach Europy w 2017, na których wystąpił w trzech meczach grupowych: wygranym 2:0 z Serbią, przegranym 1:3 z Hiszpanią i wygranym 4:2 z Macedonią, po których Portugalia odpadła z rywalizacji, zajmując 2. miejsce w grupie.

### Reprezentacja seniorska

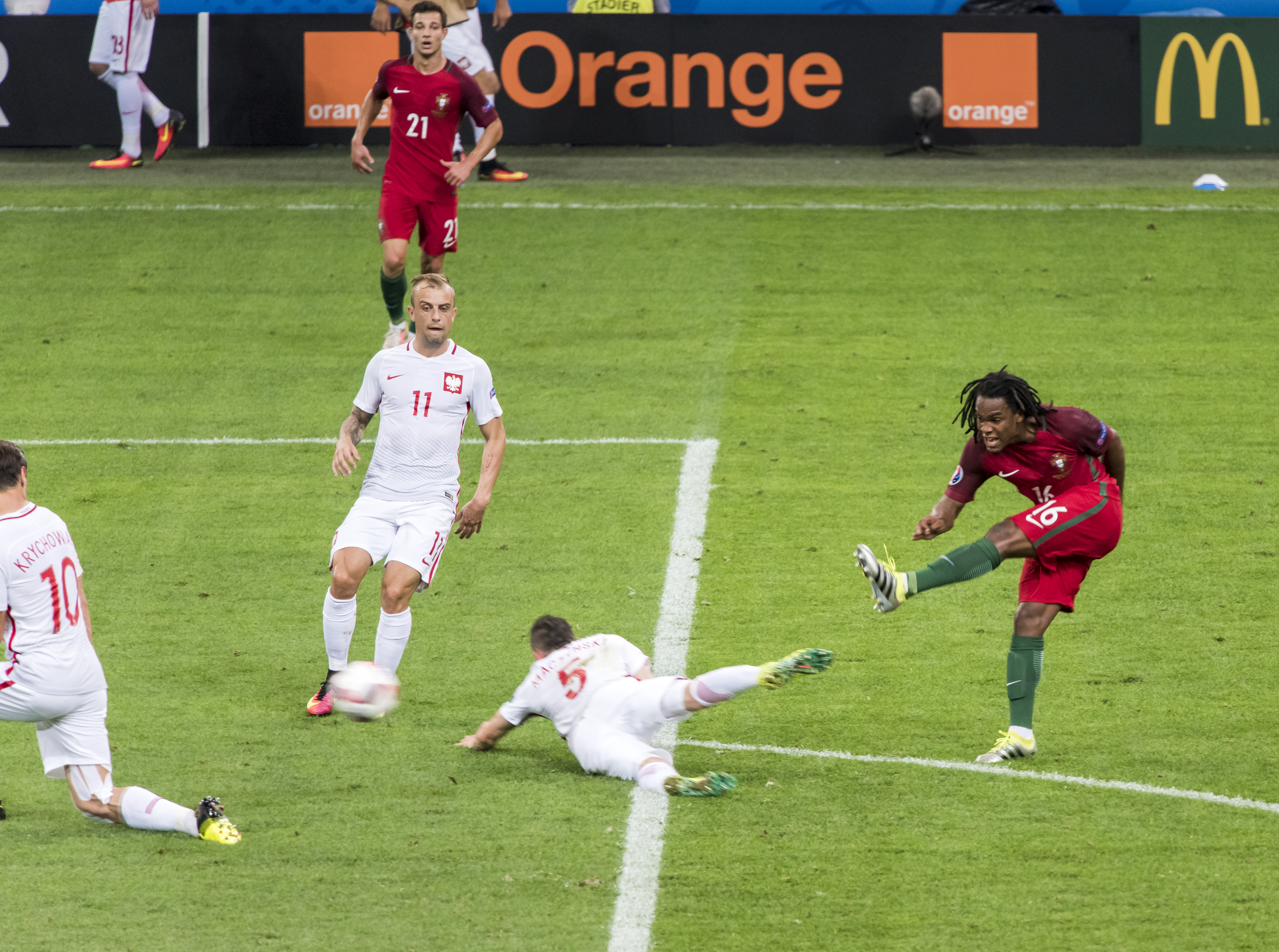
Sanches strzelający gola w meczu z Polską

W seniorskiej reprezentacji zadebiutował 25 marca 2016 w przegranym 0:1 starciu z Bułgarią. 17 maja 2016 znalazł się w grupie 23 zawodników powołanych na Euro 2016.
14 czerwca 2016 wystąpił w zremisowanym 1:1 meczu z Islandią, zostając najmłodszym w historii reprezentantem Portugalii na turnieju mistrzowskim (18 lat i 301 dni). Osiem dni później zagrał po raz kolejny, w zremisowanym 3:3 spotkaniu z Węgrami. 25 czerwca 2016 wystąpił w wygranym 1:0 po dogrywce starciu ⅛ finału z Chorwacją i został uznany najlepszym zawodnikiem tego spotkania. 30 czerwca 2016 roku po raz pierwszy na Euro 2016 wyszedł w pierwszym składzie na mecz z Polską w ćwierćfinale turnieju, wygrany przez Portugalczyków po serii rzutów karnych. W 33. minucie tego spotkania strzelił swojego pierwszego gola w reprezentacji, stając się jednocześnie trzecim najmłodszym strzelcem gola w historii mistrzostw Europy. Został wybrany piłkarzem meczu. 6 lipca 2016 zagrał w wygranym 2:0 półfinale z Walią. Wraz z reprezentacją został mistrzem Europy po pokonaniu w finale Francji 1:0 po dogrywce. Sanches dzięki występowi w finale stał się najmłodszym uczestnikiem meczu finałowego w historii mistrzostw Europy. Został także wybrany najlepszym młodym zawodnikiem turnieju. Po turnieju, wraz z pozostałymi reprezentantami Portugalii, został odznaczony Orderem Zasługi.
Drugiego gola w reprezentacji strzelił 11 listopada 2020 w wygranym 7:0 meczu z Andorą. 20 maja 2021 znalazł się w gronie 26 piłkarzy powołanych na Euro 2020. 15 czerwca wystąpił w wygranym 3:0 meczu z Węgrami, 4 dni później zagrał w przegranym 2:4 spotkaniu z Niemcami, a 23 czerwca wystąpił w zremisowanym 2:2 meczu z Francją, po którym Portugalczycy z trzeciego miejsca awansowali do ⅛ finału, w której obrońcy tytułu z Sanchesem w składzie przegrali 0:1 z Belgią. 14 listopada 2021 strzelił swojego trzeciego gola w kadrze w przegranym 1:2 meczu z Serbią.

## Statystyki klubowe
(aktualne na 8 kwietnia 2023)
| Klub                | Sezon              | Liga               | Liga  | Liga   | Puchar kraju | Puchar kraju | Puchar ligi | Puchar ligi | Europa | Europa | Inne  | Inne   | Suma  | Suma   |
| Klub                | Sezon              | Liga               | Mecze | Bramki | Mecze        | Bramki       | Mecze       | Bramki      | Mecze  | Bramki | Mecze | Bramki | Mecze | Bramki |
| ------------------- | ------------------ | ------------------ | ----- | ------ | ------------ | ------------ | ----------- | ----------- | ------ | ------ | ----- | ------ | ----- | ------ |
| SL Benfica B        | 2014/2015          | Segunda Liga       | 24    | 0      | –            | –            | –           | –           | 6      | 0      | –     | –      | 30    | 0      |
| SL Benfica B        | 2015/2016          | Segunda Liga       | 10    | 3      | –            | –            | –           | –           | 2      | 1      | –     | –      | 12    | 4      |
| SL Benfica B        | Ogólnie            | Ogólnie            | 34    | 3      | 0            | 0            | 0           | 0           | 8      | 1      | 0     | 0      | 42    | 4      |
| SL Benfica          | 2015/2016          | Primeira Liga      | 24    | 2      | –            | –            | 5           | 0           | 6      | 0      | –     | –      | 35    | 2      |
| Bayern Monachium    | 2016/2017          | Bundesliga         | 17    | 0      | 2            | 0            | –           | –           | 6      | 0      | –     | –      | 25    | 0      |
| Bayern Monachium    | 2017/2018          | Bundesliga         | –     | –      | –            | –            | –           | –           | –      | –      | 1     | 0      | 1     | 0      |
| Bayern Monachium    | Ogólnie            | Ogólnie            | 17    | 0      | 2            | 0            | 0           | 0           | 6      | 0      | 1     | 0      | 26    | 0      |
| Swansea City (wyp.) | 2017/2018          | Premier League     | 12    | 0      | 2            | 0            | 1           | 0           | –      | –      | –     | –      | 15    | 0      |
| Bayern Monachium    | 2018/2019          | Bundesliga         | 17    | 1      | 1            | 0            | –           | –           | 6      | 1      | –     | –      | 24    | 2      |
| Bayern Monachium    | 2019/2020          | Bundesliga         | 1     | 0      | 1            | 0            | –           | –           | –      | –      | 1     | 0      | 3     | 0      |
| Bayern Monachium    | Ogólnie            | Ogólnie            | 18    | 1      | 2            | 0            | 0           | 0           | 6      | 1      | 1     | 0      | 27    | 2      |
| Lille OSC           | 2019/2020          | Ligue 1            | 19    | 3      | 3            | 0            | 3           | 1           | 5      | 0      | –     | –      | 30    | 4      |
| Lille OSC           | 2020/2021          | Ligue 1            | 23    | 1      | 2            | 0            | –           | –           | 4      | 0      | –     | –      | 29    | 1      |
| Lille OSC           | 2021/2022          | Ligue 1            | 25    | 2      | 2            | 0            | –           | –           | 5      | 0      | –     | –      | 32    | 2      |
| Lille OSC           | Ogólnie            | Ogólnie            | 67    | 6      | 7            | 0            | 3           | 1           | 14     | 0      | 0     | 0      | 91    | 7      |
| Paris Saint-Germain | 2022/2023          | Ligue 1            | 18    | 2      | 1            | 0            | 0           | 0           | 3      | 0      | –     | –      | 22    | 2      |
| Paris Saint-Germain | Ogólnie            | Ogólnie            | 18    | 2      | 1            | 0            | 0           | 0           | 3      | 0      | 0     | 0      | 22    | 2      |
| Ogólnie w karierze  | Ogólnie w karierze | Ogólnie w karierze | 190   | 14     | 14           | 0            | 9           | 1           | 43     | 2      | 2     | 0      | 258   | 17     |

## Sukcesy

### SL Benfica
- Mistrzostwo Portugalii: 2015/2016
- Puchar Ligi Portugalskiej: 2015/2016

### Bayern Monachium
- Mistrzostwo Niemiec: 2016/2017, 2018/2019
- Superpuchar Niemiec: 2017

### Lille OSC
- Mistrzostwo Francji: 2020/2021
- Superpuchar Francji: 2021

### Reprezentacyjne
- Mistrzostwo Europy: 2016

### Wyróżnienia
- Złoty Chłopiec: 2016
- Top 10 odkryć Mistrzostw Europy 2016 według France Football[57]

## Styl gry
Jest silnym i wszechstronnym zawodnikiem, grającym na całej długości boiska. Ma również mocną psychikę i potrafi grać pod presją. Jest porównywany do Edgara Davidsa oraz Clarence’a Seedorfa.

## Kontrowersje dotyczące wieku
W marcu 2016 portugalskie media podały, że narodziny Sanchesa zostały zarejestrowane w 2002 roku. Opóźnienie miało być spowodowane rozwodem rodziców piłkarza. Pierwszą osobą, która wyraziła wątpliwości co do wieku zawodnika, był prezes Sporting CP, Bruno de Carvalho. W lipcu 2016 Guy Roux powiedział, że Sanches jest o pięć lub sześć lat starszy niż podają oficjalne dane. Piłkarz zapowiedział, że pozwie Francuza o pomówienie. Niedługo później szpital, w którym urodził się Sanches, podał do publicznej wiadomości dokumentację zawodnika, w której napisano, że urodził się on 18 sierpnia 1997 o godzinie 15:25.

## Życie prywatne
Jego matka pochodzi z Republiki Zielonego Przylądka, a ojciec z Wysp Świętego Tomasza i Książęcej. Jego kuzyni, Cláudio, Miguel i Jair Tavares, również są piłkarzami.